# 有你终生美丽 (电视剧)
《有你终生美丽》是由马来西亚电视台ntv7和新加坡新传媒联合制作的马来西亚剧集。本剧采用全新剧本拍摄，描述4个女人的故事。

## 故事大纲
嘉雯（許美珍饰演）毕业后加入了一家高科技产品代理公司E-max，在里面做营业员。因为性格脚踏实地，又努力工作，因此被提升为品牌助理。淑玲（蕭依婷饰演）是嘉雯大学时期的朋友，两人差不多於同一时间进E-max。表面上淑玲对待嘉雯很友善，可是在暗地里淑玲一直视嘉雯为眼中钉，总是嫉妒嘉雯无论在工作或爱情上的际遇都比自己好。于是在淑玲的蓄意破坏下，嘉雯與男朋友子健的感情破裂，子健向嘉雯提出分手。淑玲趁虚而入，与子健成为一对恋人，嘉雯备受打击，因此唯有寄情于工作。
美善（沈月婷饰演）是嘉雯中学时代的好友，平时有些神经质，像个傻大姐，然而在凌志科技发展公司裡工作起来却一点也不马虎。子康（唐育书饰演）身为凌志科技发展公司的总经理，是个事业成功的男人，然而在家庭上，由于自己有婚外情，因此太太總是坚持要离婚，子康始终无法挽回婚姻。美善也与一位有妇之夫在一起，美善一直抱持着真爱就是应该要有所牺牲的理念，所以她一直默默忍受成为第三者的委屈，但这段感情不被子康看好。后来子康开始被美善独特可爱的性格所吸引，要追求美善，可是美善不相信万人迷的子康会喜欢自己。
Ella（蔡佩璇饰演）为了更好的发展，利用凌志的副总经理Jimmy（刘冠伸饰演），因而得以进入凌志工作。Jimmy觉得Ella好胜、积极、有自信的性格与自己很相似，两人开始为了各自事业上的目标而相互利用。可是之后Jimmy在一次公事上出错，其为了自保，将责任推给Ella，两人因此而反目。最后Ella在美善的介绍下加入了E-max。
就在嘉雯最沮丧的时候，嘉雯的学弟兼好友逸平（庄仲维饰演）一直陪伴着嘉雯。两人渐渐萌生爱意，但因为逸平年纪比嘉雯小，嘉雯一直都很介意。逸平不离不弃的深情终于感动了嘉雯，可是嘉雯内心深处对子健（袁锦伦饰演）始终念念不忘。逸平知道嘉雯始终没有忘记子健，可是仍然默默守护在嘉雯身边，也努力地配合嘉雯，希望嘉雯能够放下姐弟恋这个枷锁。
Jimmy在Ella离开后，才发现自己已经爱上了Ella。在千辛万苦地向Ella认错道歉以后，Ella终于原谅了Jimmy。但两人的关系却因为Ella的母亲去世而再次闹僵。
子健终于发现始终最爱的是嘉雯，最后毅然离开淑玲。淑玲不甘被子健抛弃，认定嘉雯是眼中钉，设计陷害嘉雯。嘉雯被逼辞职。Ella无意中发现淑玲的阴谋，假装投靠淑玲，实则寻找机会教训淑玲。
Ella终于让淑玲自食其果，淑玲被迫自动辞职。淑玲的性格越来越极端，渐渐精神开始变得异常。与此同时Ella发现自己怀孕，同时患上癌症，顿时茫然失措。Jimmy得知一切后，毅然守候在Ella的身边，与Ella一同向病魔挑战。
子康努力地改变自己配合美善，不断用行动来证明他是真心爱美善的。美善却因为家庭背景的差异，以及子康的前妻的出现，决定离开子康。逸平知道嘉雯始终放不下子健，最后毅然成全嘉雯和子健，独自离开大马开始新的生活。Ella被Jimmy的情意深深打动，即使病卧床上，也愿意嫁给Jimmy。美善看见Ella和嘉雯都找到了终身伴侣，也替他们感到高兴。子康再次向美善求婚，美善却犹豫不决……
四位职业女性在人生的旅途上，能否找到各自的理想与幸福？

## 演员

### 主要演员
| 演员   | 角色   | 花名／职业／人物关系    |
| 许美珍 | 郑嘉雯 | 高子健前女友 杨逸平女友 |
| 蔡佩璇 | 蔡芷芸 | Ella 郑嘉雯、林美善好友 |
| 箫依婷 | 何淑玲 | 高子健女友              |
| 沈月婷 | 林美善 | 马世轩第三者            |

### 其他演员
| 演员   | 角色   | 花名／职业／人物关系            |
| 叶良财 | 唐伟峰 | Kelvin                          |
| 庄仲维 | 杨逸平 | 郑嘉雯男友                      |
| 唐育书 | 高子康 | 凌志科技总经理 高子健之弟       |
| 袁锦伦 | 高子健 | 高子康、高如意之兄 郑嘉雯前男友 |
| 刘冠伸 | 张 伟  | Jimmy 凌志科技副总经理          |
| 辛伟廉 | 马世轩 | Patrick                         |
| 韓依婷 | Martha | 马世轩之妻                      |
| 林亦颖 | 林美玲 | 林美善之妹                      |
| 陈彩蓉 | Winnie | 高子康初恋情人                  |

## 歌曲
- 主题曲：《哭雨》龚诗嘉
- 片尾曲：《远远》林宇中
- 插曲　：《我不够好》Serene詹雪琳